# Subadyte papillifera
Subadyte papillifera är en ringmaskart som först beskrevs av Horst 1915.  Subadyte papillifera ingår i släktet Subadyte och familjen Polynoidae. Inga underarter finns listade i Catalogue of Life.